# Remi (女性ファッションモデル)
Remi (レミ、生年月日非公開) は、日本の女性ファッションモデル、女優。ロシア×日本のクォーター。子役時代は劇団日本児童に所属の確認有り。大手モデル事務所JUNES国内部。国内外の雑誌やファッションショー、ドラマなどで活躍。3歳で子役デビュー。日本芸術学園高等部芸術科、上智大学比較文化学部卒業。英・ケンブリッジ大学1年留学（天体物理学部）。

## 人物
- 趣味は声楽、ピアノ、クラリネット、エレクトーン、料理、乗馬、掃除、読書
- 特技は速読、掃除片付け
- 所持資格 ： 英語検定準1級、ロシア語検定1級、ドイツ語検定3級、ポルトガル語検定3級、スペイン語検定3級、中国語検定4級、国連英語検定B級、TOEIC890、TOEFL650、TESOL、英語通訳v検定、英語翻訳検定2級、漢字検定2級、手話検定2級、YAMAHAピアノ演奏グレード2級、YAMAHAドラム演奏グレ-ド6級、YAMAHAエレクトーン演奏グレード3級、乗馬検定3級、PADIアドバンス、潜水士、数学検定プロB級、中型自動車MT、小型船舶操縦士2級、JNAネイル検定2級、色彩検定2級、ハーブセラピスト、日本地理検定2級、世界地理検定3級、AXESS検定国内線2級、AXESS検定国際線3級、着付け技能検定2級、日本舞踊花柳流師範、生け花小原流師範、歯科助手、色彩コ-ディネ-タ-1級、米国カリフォルニア州立弁護士、書道5段、

## 出演
雑誌
日本タレント名鑑、平成美少女名鑑、モデル名鑑、Ane Cam、Disney Fan、Bom、SWEET、COSMOPOLITAN、Chou Chou、装苑、流通通信、ar、ELLE、ELLE japon、FIGARO japan、composite、Zip Magazine、DUNE、Spring、Olive、Hot Dog Press、non-no、BRYUTUS、Hanako、NYLON、i-D、ef、SPUR、an an、POPYE、marie claire、Italian Vogue、VOGUE brazil、High Fashion、relax、美人百花、花椿、月間ダイバー
ショー
日本伝統着物振興会、ヘアサロン・MASA、MORGAN、MICELLINE COLLECTION、MARK by MASRK jacobs、LIMIfew、Hom ma、press Campheatherette、Bottegaveneta、CHANEL、FENDI、DKNY  (パリ・ミラノ・東京コレクション)
CF
南アルプス天然水、ホンダアコード、ダイハツミラ、ソニーバイオ、ジャスコ、NECマルチライタ、NTTドコモ九州、東芝ダイナブック、UCカード、デジタルツーカー東北、養命酒、東京電力、エスタックイブ、タンスにゴン、アルガード、香港テレコム、タクティ、タカラ、TSUBAKI、ハウス特選生わさび、NEXCO中日本、AUDI、hulu、全日空、niko and...、和漢箋、はるやま商事、八景島シーパラダイス、東京ディズニーリゾート、しじみかきうこん、スリムナ-ジュ、エスレッチングボ-ル、アセチノスマ-ト、QVCジャパン
広告
日本全身美容師協会、鈴乃屋、ノースウエスト航空、ソニーバイオ、ベネッセコーポレーション、リクルートジャーナル、富士通テン、マクドナルド、ネスカフェ、セシール、ティップネス、ユニマットレディース、Mod's hair、VIDAL SASSOON、D&G world、campaign、全日空、はるやま商事、八景島シーパラダイス、RICE FORCE、エバー航空、リアルネット化粧品(セシュレル)、なちゅライフ、DKNY
ポスター
厚生省薬物防止、郵政省情報通信月間、湯西川温泉平家大祭、ユニクロ、東急ハンズ渋谷店、ユニマットレディース、CHANEL、銀座ダイアナ、ヘアサロン・エクステンション、Dove、パンテーン、マシェリ、TSUBAKI、メタボリック、ティップネス、Pinky&Diane、TBC、ALPサプリメント、リアルネット化粧品(セシュレル)、メルライン化粧品
VP
TBC、T&Dフィナンシャル生命保険、Softbnkディズニーモバイル、ソニー生命、
2020東京オリンピック招致VTR(英語ver)、Linguaphone Academy教育DVD(英語・入門〜上級編)
イベント
東京モーターショー (メルセデスベンツ、ホンダ二輪、ボルボ)、東急ハンズ渋谷店、パチンコパチスロ産業フェア、マルホン産業、東京ゲームショウ、握手会・サイン会多数
HP
全日空、美魔女時計、エバー航空、TBC、マクドナルド
DVD
What a wonder! 、PURE、WHITE、Cute、mysterious
カレンダー
京都舞妓コレクション、平成美少女コレクション
PV
LENNY KRAVITS、奥田民生
映画
男はつらいよ、二十四の瞳、息子、生命燃ゆ、東京裁判、息子の部屋、HANA-BI、アイアムヒーロー、Paranoia (ハリウッド作品)、MOON(香港作品・主役)、ウルヴァリンSAMURAI (ハリウッド作品)、I've Loved You So Long(フランス作品)
写真集
14歳、Fall in love、White、Cute、Pure、Remi's Diary
舞台
真夏の夜の夢、さくら、
- ミュージカル - Annie (3回出演)、夢から醒めた夢 (劇団四季)、BIG the musical、

真夏のシンデレラ館で、アイスクリーム応援団、(小椋佳ミュ-ジカル)
サクラ大戦〜花咲く乙女〜
- 朗読劇 - Love Letters、一杯のかけそば

CD
Melody、eveything、Winter Story
TV
- ドラマ - スキャンダル、最後の喫煙者、わんぱく天使、水戸黄門、大岡越前、胸騒ぎの15歳、星の金貨、教師びんびん物語、べに孔雀たちの週末、ふぞろいのイレブン、サイレント・プア、堕ちていく女たち、Summer Nude、軍師官兵衛、4TEEN、のだめカンタービレ、さくら、君の名は、オリンピックの身代金、半沢直樹、孤独のグルメ、金八先生スペシャル、黒い報告書、ダブルス、キッズ・ウォー、女教師沢木圭子、アウトドアロックンロール、家族ゲーム、ショムニ、IMAT奇跡、あなたも知るかもしれない世界、高校教師、あさが来た、なんで離婚したんですか?
- バラエティ - SMAP×SMAP、トゥナイト2、品庄内閣、サルヂエ、純情学園男組、アド街ック天国、おもいっきりテレビ、アナザースカイ、美女たちのターニングポイント、さんまのまんま、ヨルタモリ、爆報フライデー!、いきなり!黄金伝説、平成教育委員会、そうだ旅(どっか)に行こう、ほこxたて、行列のできる法律相談所、うたばん、僕らの音楽、アニぱら音楽館、Matthew's Best Hit TV、HEY!HEY!HEY! MUSIC CHAMP、好きか嫌いか言う時間

アフレコ
日本航空機内映画 (A PEACE OF ACTION)、君の上にはただ花ばかり (ナレーション)、千葉都市モノレール (車内アナウンス)
- アニメ - 彼氏彼女の事情、ブギーポップは笑わない、名探偵コナン、おとぎストーリー天使のしっぽ、砂漠の海賊！キャプテンクッパ、Dr.リンにきいてみて、パワーパフガールズ、PROJECT ARMS、テニスの王子様、とっとこハム太郎、苺ましまろ、ピーチガール、それいけアンパンマン、のだめカンタービレ、しゅごキャラ!!どきっ、ロザリオとバンパイア、ジャングル大帝、撲殺天使ドクロちゃん、やなせたかしシアターロボくんとことり、つよきす

：ニュース他
おはよう日本、めざましテレビ(土曜日)、千葉テレビ
MC
諏訪湖祭湖上花火大会、いわき花火大会、なごや港祭花火大会、天神祭奉納花火
独占インタビュー
ウィル・スミス-[アイロボット]
絢香-2009LIVE青森
賞・受賞歴有り
他、女優賞・作品賞ノミネート有り
代表作のみ記入